# 马扎尔人
馬扎爾人（匈牙利語：magyarok），也可寫為馬札兒人，由於是匈牙利的主體民族（2016年人口為1200萬-1400萬），故又稱匈牙利人，母语属于烏拉語系，亦分布于罗马尼亚、斯洛伐克、塞尔维亚及烏克兰，少数生活在美国、加拿大、巴西与澳大利亚。最早的马扎尔人生活在西伯利亚西南方巴什基尔一帶；与他们的民族同源的為曼西人。

## 名称
马扎尔（magyar）一词来源于原始烏戈爾語的词汇，意即“人”。与曼西人的自称“Manci”同源。汉特语中的mańt́；“人”，也与magyar有着发生学关系。

## 歷史

### 起源
关于匈牙利人的起源及其民族形成过程（ethnogenesis）发生的时间和地点，学界一直存在争论。由于匈牙利语被归类于乌戈尔语族（Ugric family），他们有时被视为起源于南乌拉尔或西西伯利亚的乌戈尔人（Ugric people）。然而，Fóthi等人（2022）的研究表明，征服时期的匈牙利人源自欧亚大草原上三个不同的区域：贝加尔湖-阿尔泰山脉地区（涵盖今蒙古国西北部和西伯利亚南部）、南乌拉尔-西西伯利亚地区以及黑海-北高加索地区。 同时，Neparáczki等人（2018）提出，超过三分之一的匈牙利征服者母系谱系源自内亚（以今蒙古国东部和西伯利亚东南部为中心），其余则源自黑海-里海大草原（Pontic-Caspian Steppe）。
“匈牙利前历史”（Hungarian pre-history），即公元9世纪末他们抵达喀尔巴阡盆地之前的“古代匈牙利人”历史，因此是一个“脆弱的推论”（tenuous construct）。这一推论基于语言学、民俗学的类比、考古学以及后世文字证据。21世纪的历史学家认为，在定居喀尔巴阡盆地之前的数个世纪里，“匈牙利人”并非作为一个离散的族群或民族存在。相反，具有独特身份的匈牙利民族的形成是一个**过程**。根据这一观点，匈牙利人作为一个民族在9世纪时出现，随后融合了其他在种族和语言上存在差异的族群。

### 公元前4世纪之前

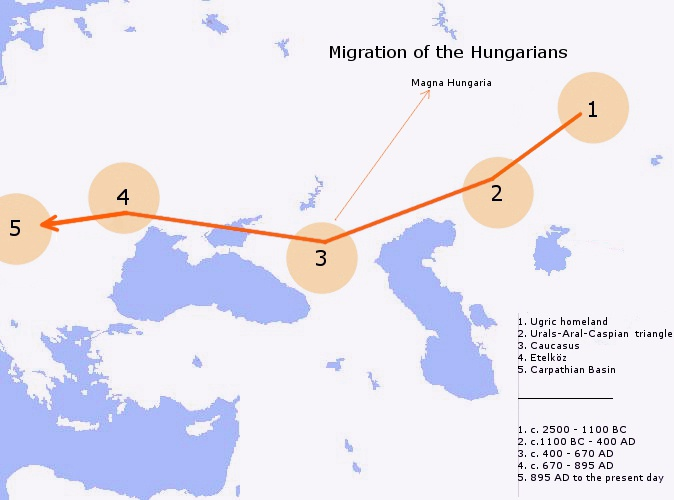
推测的匈牙利史前迁徙路线图

在**公元前4千纪**（即公元前4000-3000年），居住于乌拉尔山脉以东中南部地区的乌拉尔语系族群开始分化。其中一支向西及西北方向迁移，与北上的突厥语族和伊朗语支族群发生接触。
- - 至少从公元前2000年起**，乌戈尔语支使用者逐渐从乌拉尔语族群中分化出来。作为其中人口最众多的一支，马扎尔人祖先当时分布于更南部的区域。根据墓葬冢（burial mounds）和定居遗址（settlement sites）的考古证据显示，他们曾与印度-伊朗语族的安德罗诺沃文化（Andronovo Culture）以及贝加尔-阿尔泰（Baikal-Altai）的亚洲文化产生互动。[25]

波斯一位無名氏地理學家，和葛爾廸齊，提出有兩個馬扎爾部落：一個是仍然停留在烏拉山脈的曼西人，另外一個就是離開了烏拉山脈，前往南俄的馬扎爾人。
在政治上，馬扎爾王室向來被認為源自突厥人貴族。公元9世紀的东罗马帝国皇帝兼历史学家君士坦丁七世最早提及馬扎爾人源自突厥：他講及有一個突厥部落卡巴爾進入中歐。馬扎爾人的王室，即阿爾帕德大公被認為是可薩人所派出。有一位可萨可汗以馬扎爾人宗主身份，任命名為阿爾帕德的年青貴族作為馬扎爾人的大公，在潘諾尼亞生活后，馬扎爾人仍然為可薩人的臣下。
895年，由7个部族组成的马扎尔邦联由东欧大草原迁入了喀尔巴阡山盆地。他們進入中歐後到處侵擾，最遠一次到達普羅旺斯。直到公元955年，薩克森人奧托大帝在巴伐利亞奥格斯堡徹底擊敗並重創他們。他們（其中包括大摩拉維亞留下來的西斯拉夫人，也是馬扎爾人血統的主要來源）轉為定居務農生活，在伊什特万一世統治下，改宗基督教，不再對外族構成威脅。
奥斯曼帝国对东欧的征服行动导致了马扎尔人人口的减少。18世纪末，马扎尔人可能在整个潘诺尼亚平原人口中的占比仅有39%。这一人口下行是由奥斯曼统治的150年间连绵不绝的战争、洗劫、饥荒以及瘟疫造成的。奥斯曼与欧洲人的主要战场就是馬扎爾人所居住的地方，因此马扎尔人的丧钟较其他民族来说格外响亮。18世纪，欧洲其他民族如斯洛伐克人、塞尔维亚人和德意志人涌入原马扎尔人的土地。在土耳其和哈布斯堡统治的双重作用下，匈牙利的民族组成发生了极大变化，1720年至1787年间，国家人口翻了三倍但只有39%为马扎尔人，他们主要生活在国家的中心部（即现在的匈牙利）。
马扎尔人人口在奥斯曼帝国统治下的减少也导致了匈牙利领土的巨大变化。在土耳其人征服匈牙利地区前，马扎尔人的分布范围比如今的匈牙利国土大的多，包含了今天的斯洛伐克西南部、克罗地亚东部、波斯尼亚和塞尔维亚北部以及罗马尼亚中部和西部，而这也是奥匈帝国中匈牙利王国的范围。其他民族的迁入导致马扎尔人的比例不断被稀释，匈牙利的核心区域不断萎缩，1918年奥匈帝国崩溃后，独立出来的匈牙利仅仅获得了今天的国土，而上述边远地区被其他各个民族建立的国家所瓜分。

## 基因
以往的调查发现，马扎尔人的Y染色体基因库与其他乌拉人的基因库大相径庭。这主要体现在马扎尔人所缺失的单倍群N上。
根据2008年的一项研究显示，如果追溯马扎尔人的线粒体传承，则他们与相邻的西斯拉夫人没有区别，但现代的马扎尔人却与古代马扎尔人在这方面有着不同。研究者取了4名埋葬于有据可循的墓地的古马扎尔人的样本，其中2人的Y-DNA属于单倍群N，这证明了他们的祖先确是乌拉人。但100名现代马扎尔人的样本中没有一名携带着单倍群N基因。94名塞凯伊人中仅有1名测出了单倍群N基因。研究称，本来居住于现在匈牙利的人群或者后来的大量移民，如阿瓦尔人、斯拉夫人等，可能接受了乌拉人统治者的语言。
另一项研究专门考察了马扎尔人父系血统上中亚、内亚混血的比例。500人样本的结果显示5.1%的匈牙利人、7.4%的塞凯伊人以及6.3%的昌戈人的父系祖先有中亚、内亚混血。
马扎尔人和曼西人的基因都具有单倍群N下属单核苷酸多态性L1034变异。这一变异在参加实验的蒙古人、布里亚特人、汉特人以及芬兰人中都没有找到。这也为两民族语言学上的关联提供了一定的遗传学支撑。但由于单倍群N在马扎尔人等调查对象中并不显著，实验本身不能证明马扎尔、曼西两民族有共同祖先。2016年11月的一项研究显示，马扎尔人在迁入喀尔巴阡山盆地之前的祖先可能源自西伯利亚西南地区，并在迁徙途中与许多欧洲種族混血，特别是在高加索地区。

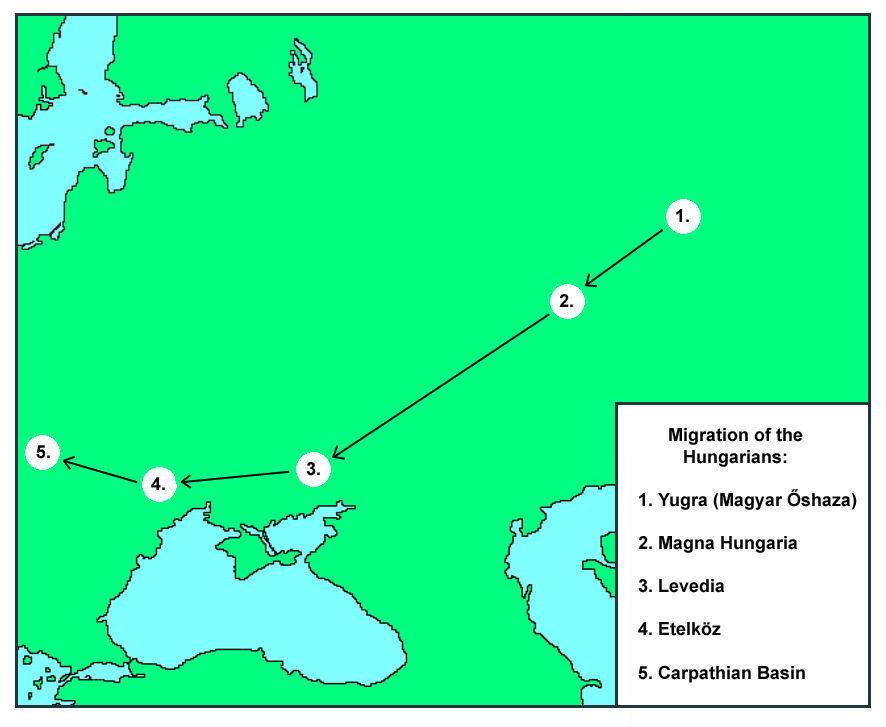
马扎尔人迁徙图
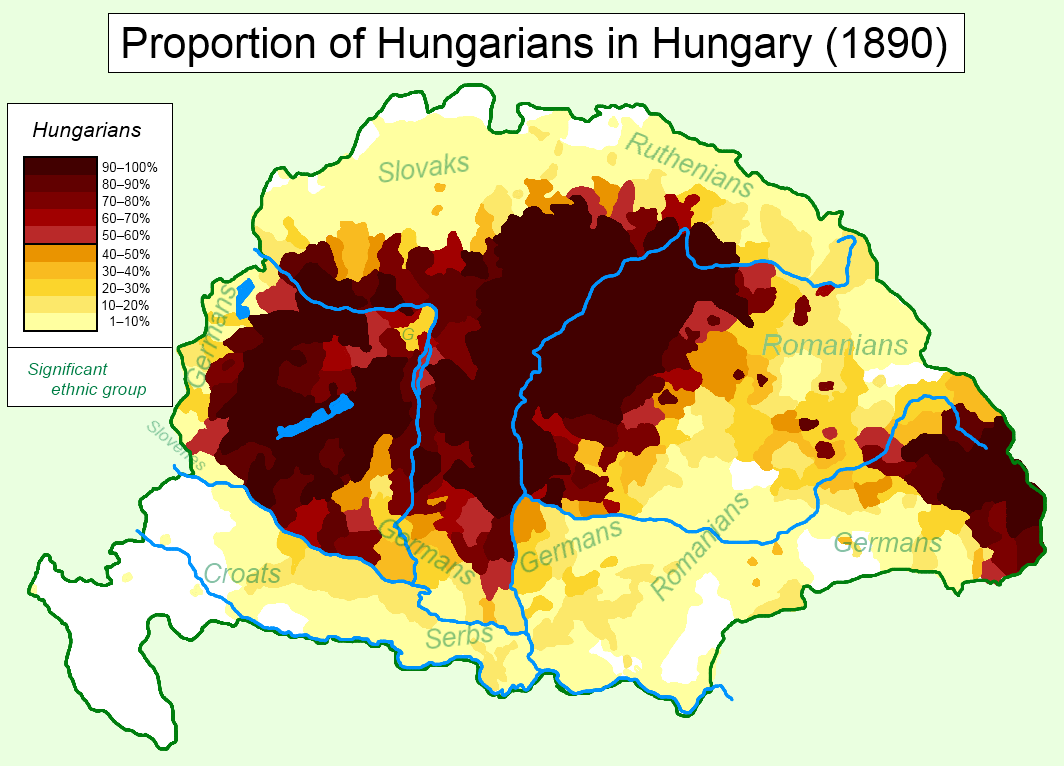
1890年匈牙利国土以及马扎尔人所占人口比重图
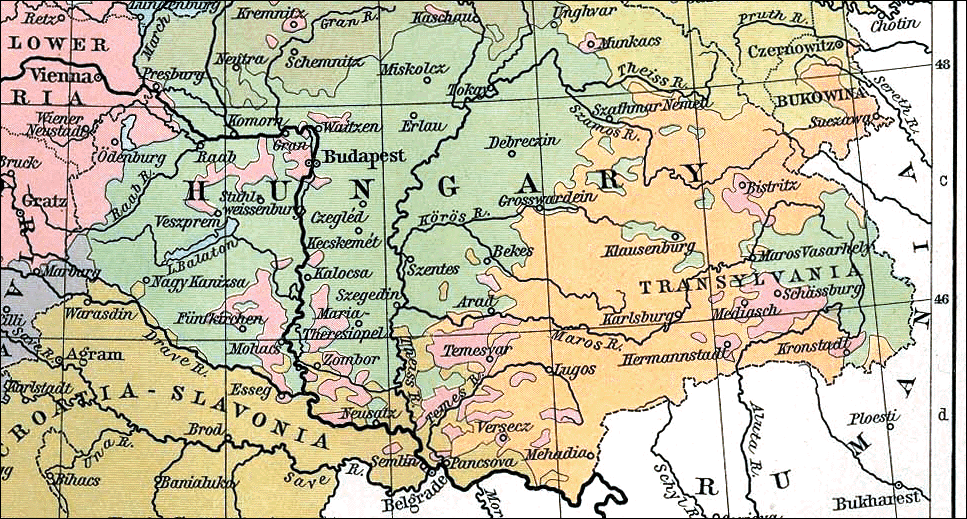
1911年马扎尔人在奥匈帝国的分布
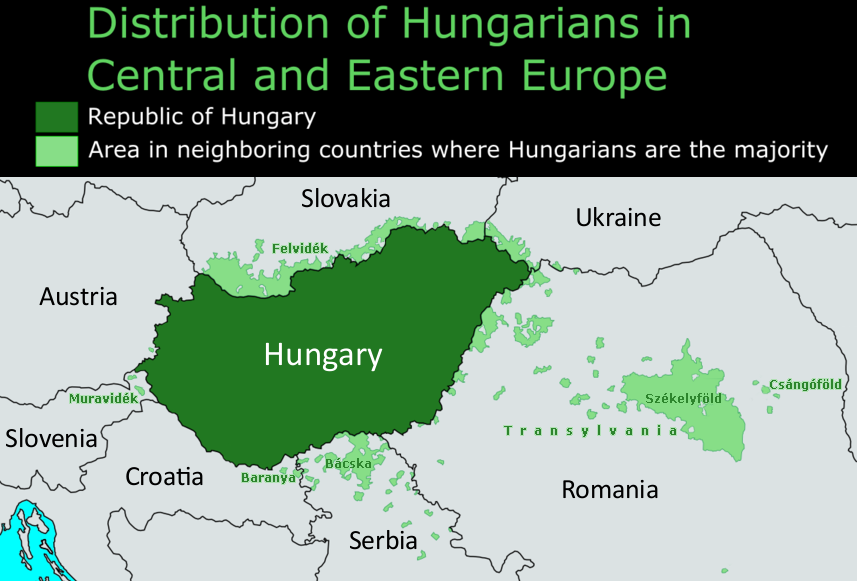
当代匈牙利人分布
马扎尔人迁徙动态图

## 傳統服飾

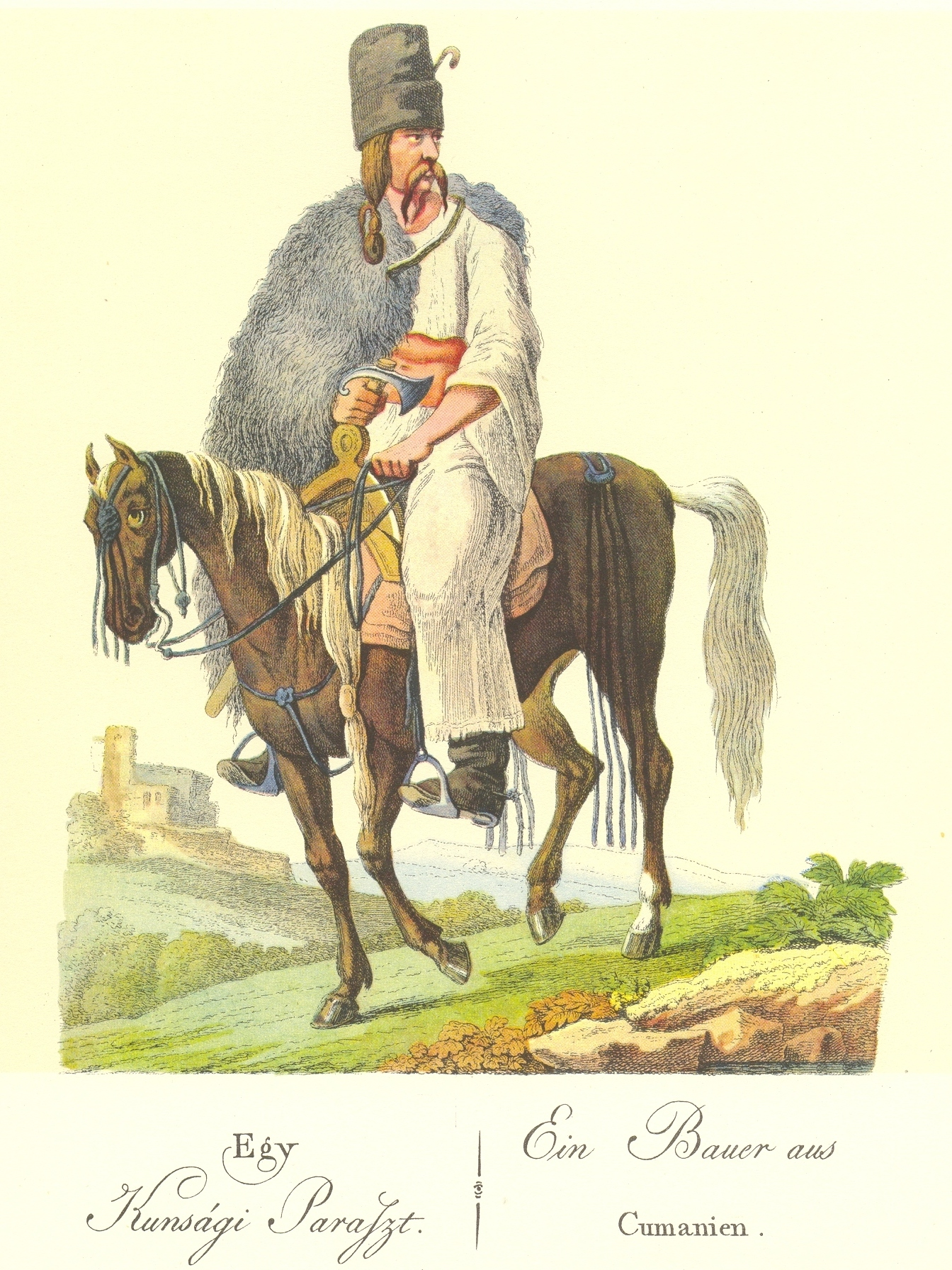
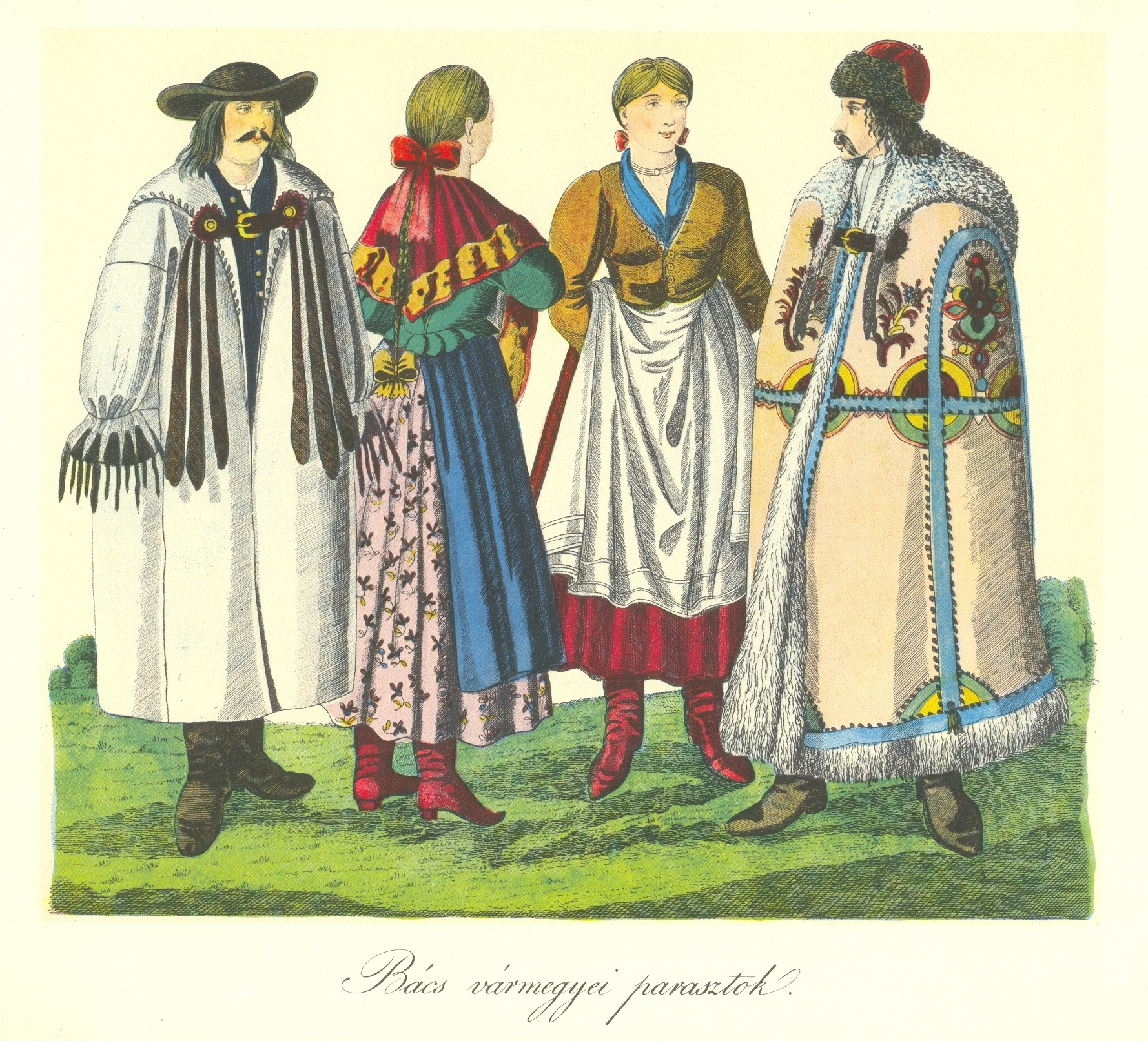
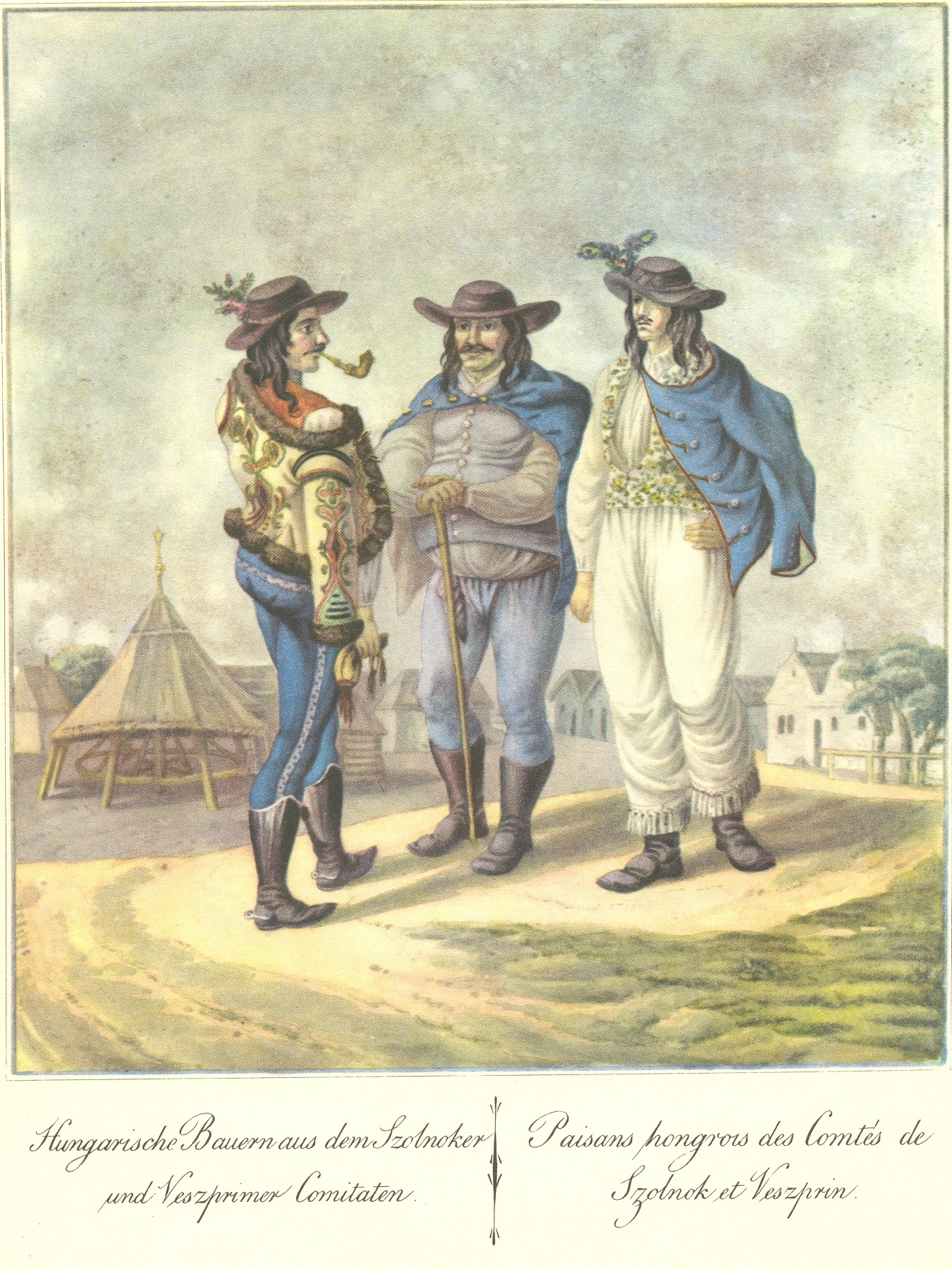
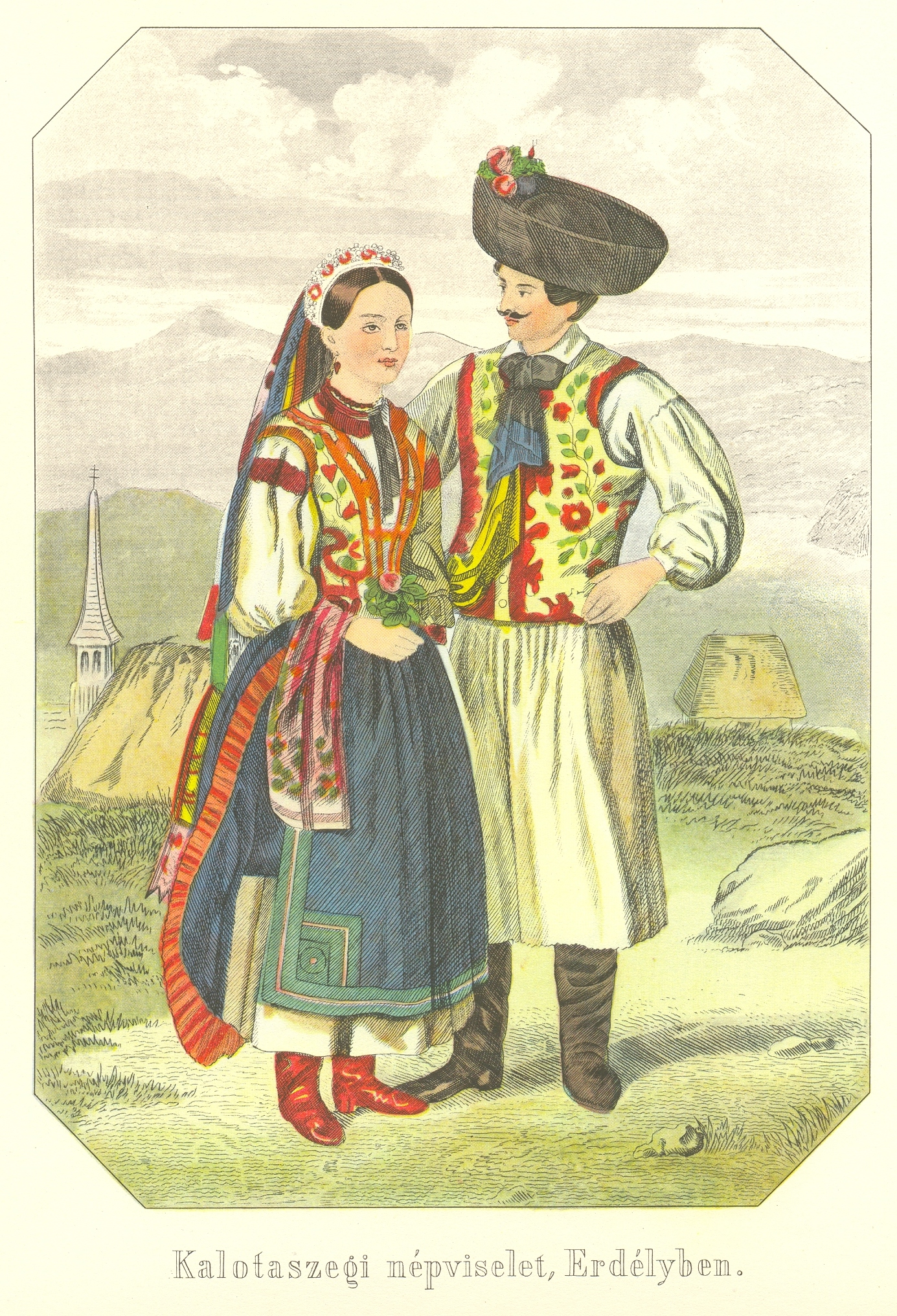
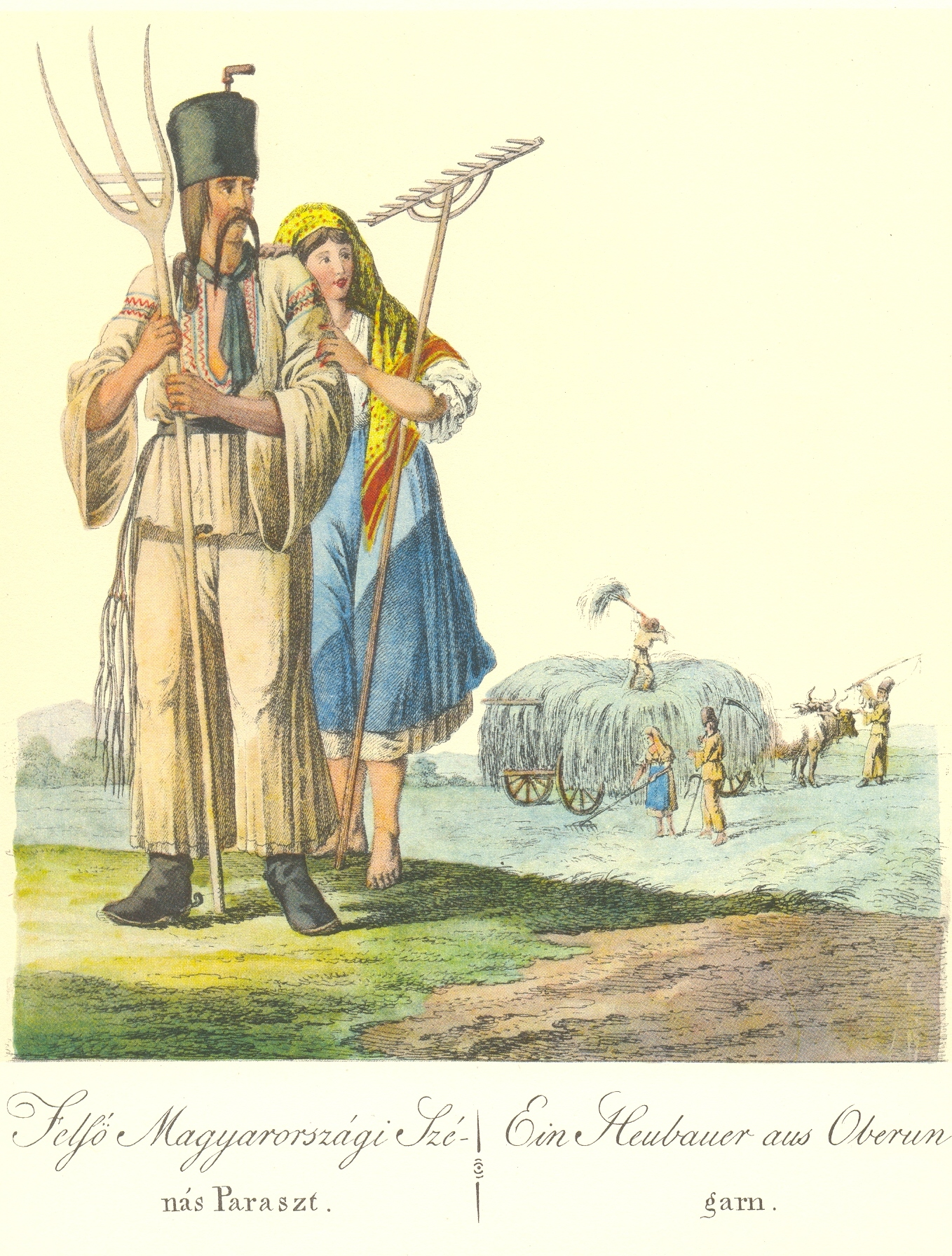
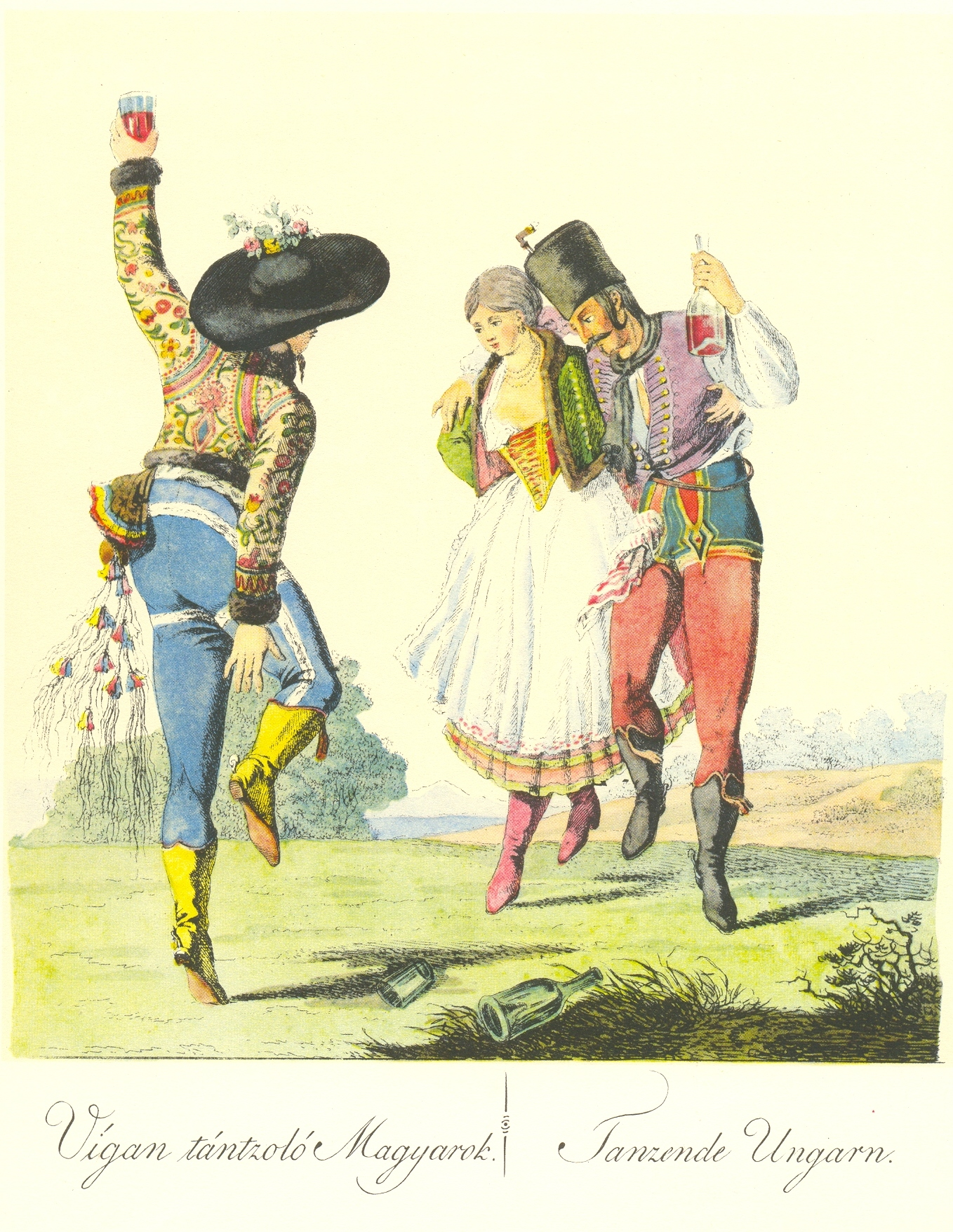
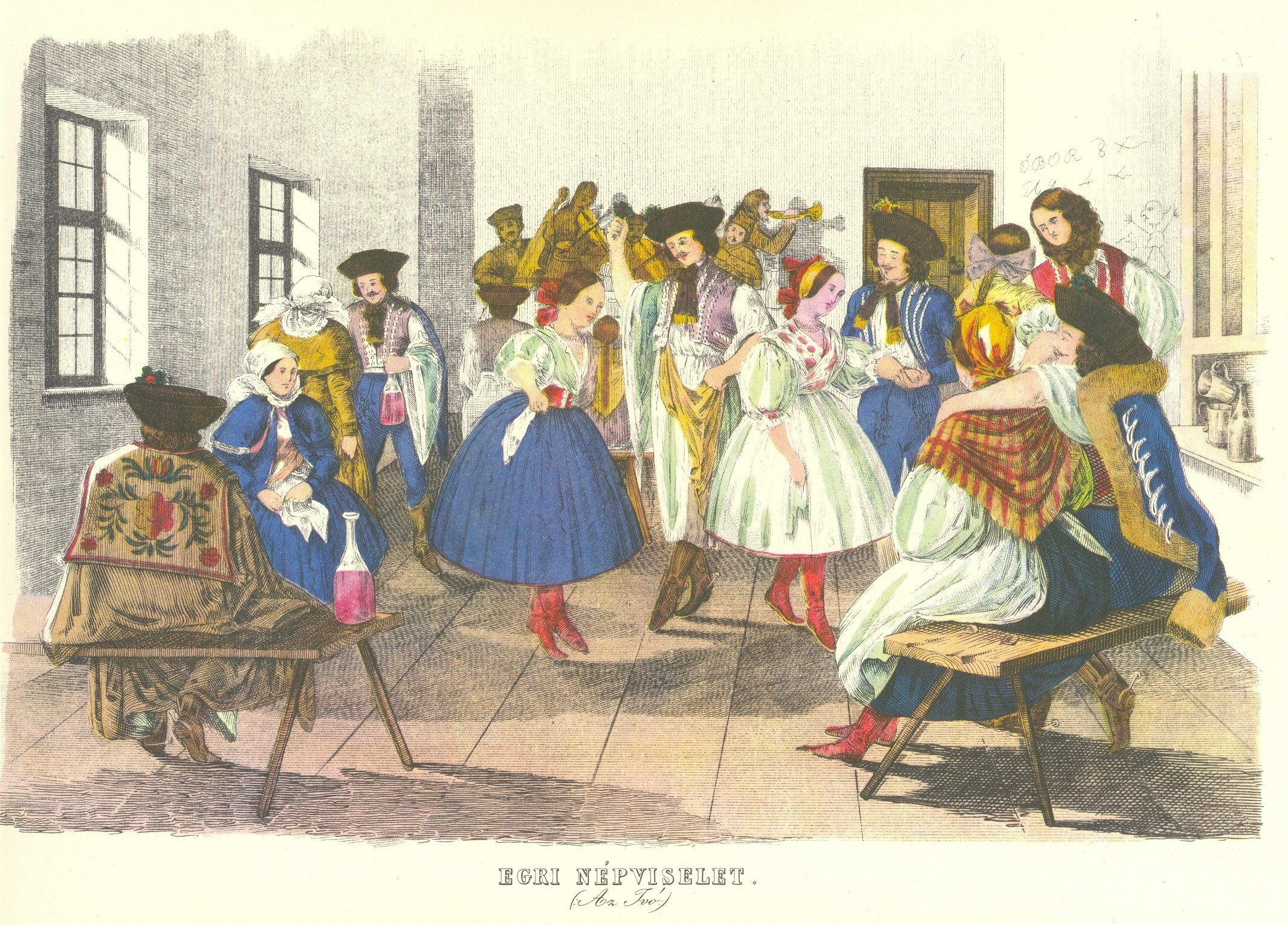
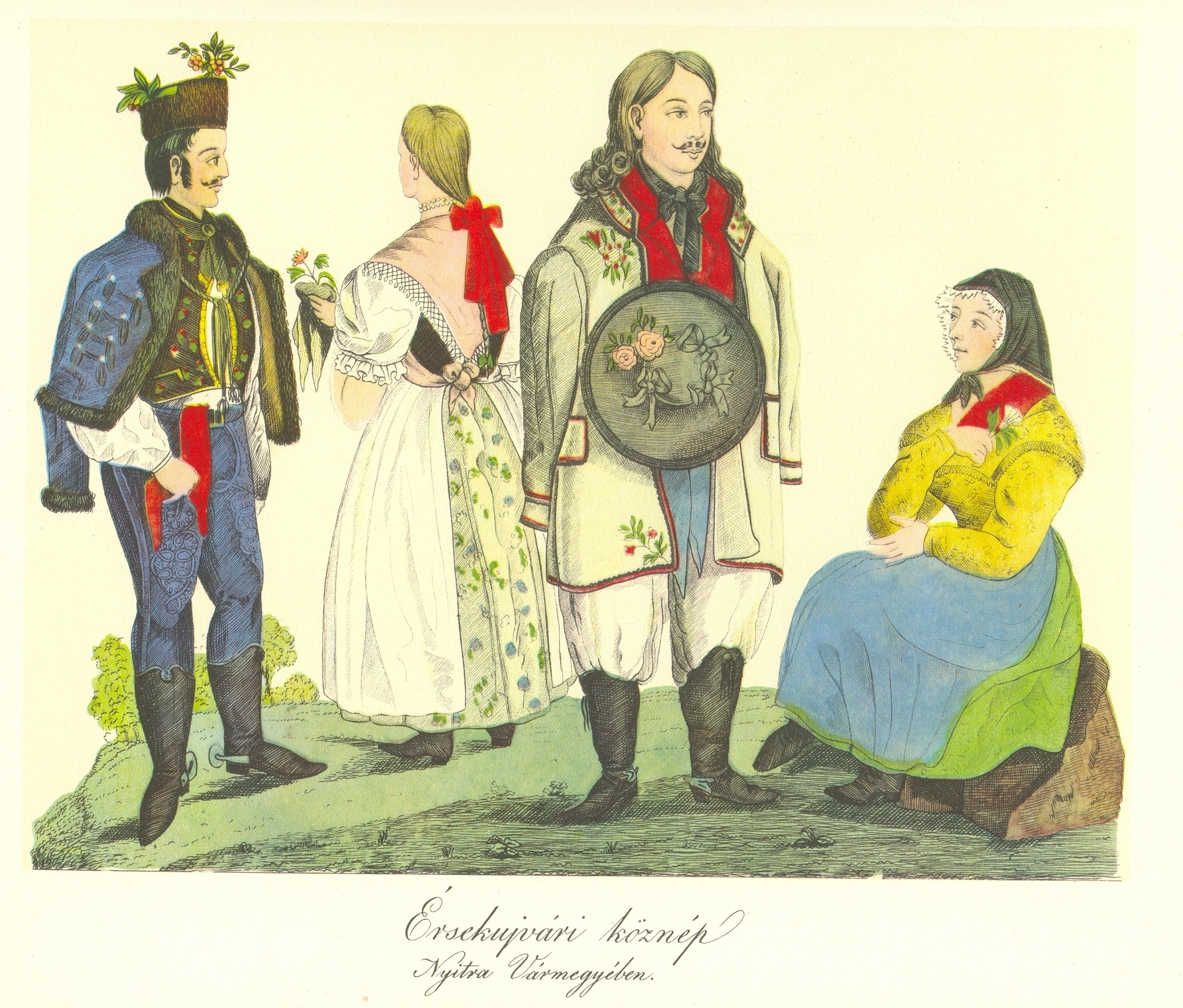
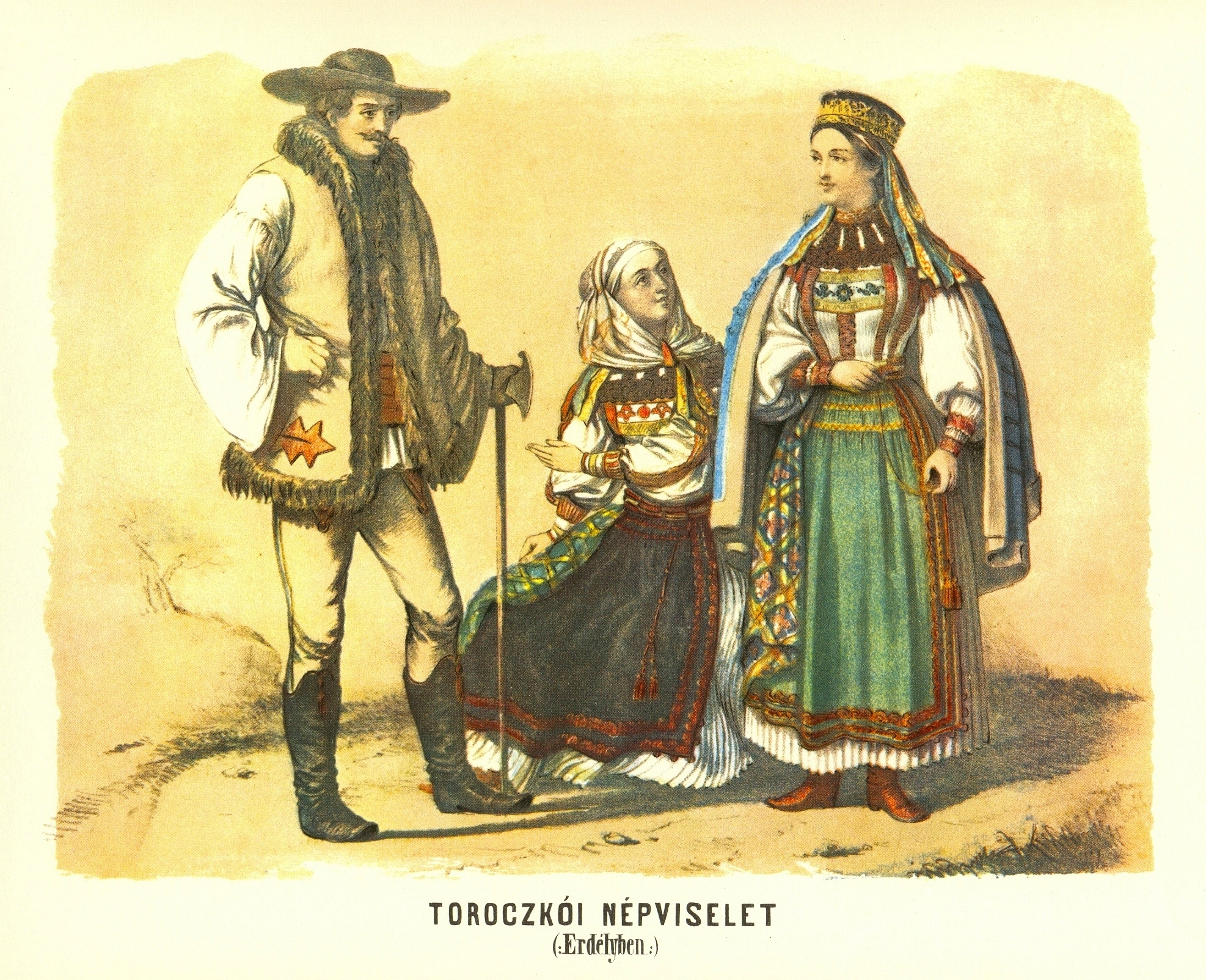
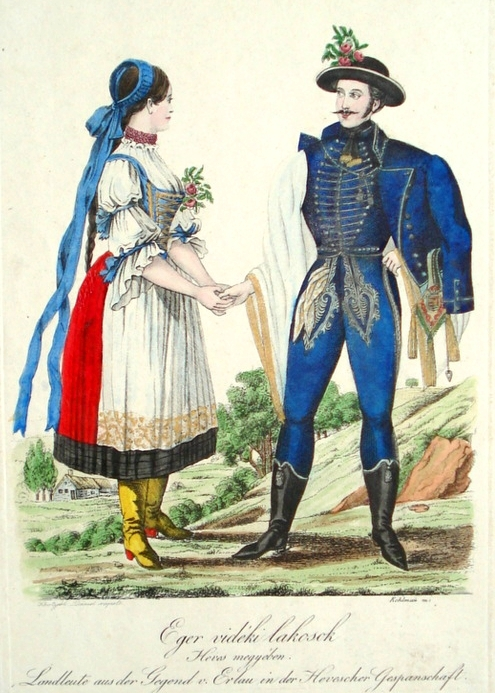
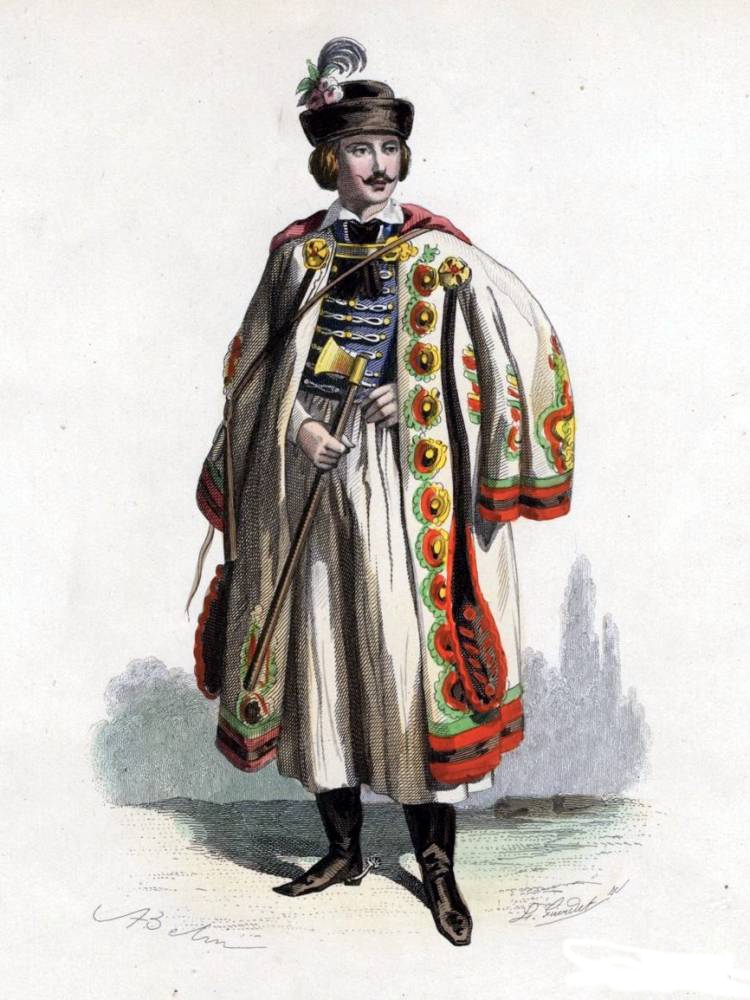
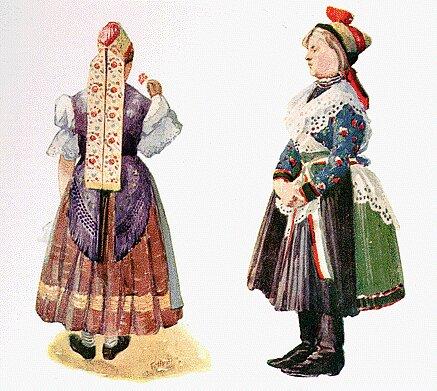